# 이주일의 리빠똥 사장
《이주일의 리빠똥 사장》은 한국에서 제작된 김인수 감독의 1980년 영화이다. 이주일 등이 주연으로 출연하였고 한갑진 등이 제작에 참여하였다.

## 출연

### 주연
- 이주일
- 장은숙
- 이영
- 황건

## 기타
- 조명: 이억만
- 녹음: 김성찬
- 미술: 조경환